# Meri Te Tai Mangakāhia
Meri Te Tai Mangakāhia (née le 22 mai 1868 et morte le 10 octobre 1920) est une militante néo-zélandaise pour le droit de vote des femmes.

## Biographie
Mangakāhia est née dans le Bas Waihou près de Panguru dans la Hokianga. Membre de l'Iwi Te Rarawa (en), elle est la fille de Rê Te Tai, un chef influent, et fait ses études au St Mary's Convent à Auckland.
Elle est l'épouse de Hāmiora Mangakāhia (en), qui, en 1892, est élu Premier ministre du parlement de Te Kotahitanga de Hawke's Bay. L'année suivante, Meri Mangakāhia est la première femme à s'adresser l'assemblée, pour présenter une motion en faveur du droit de vote des femmes et de l'éligibilité des femmes. Elle tire argument du fait que les femmes maoris sont propriétaires et ne doivent pas être exclues de la représentation politique.
Elle rejoint ensuite le comité des femmes du mouvement Kotahitanga, et reste impliquée dans des organisations politiques et de bienfaisance maoris.
Elle meurt de la grippe à Panguru le 10 octobre 1920, selon les membres de la famille. Elle a eu quatre enfants.